# كريستينا كوش
كريستينا هاموك كوش، مهندسة أمريكية ورائدة فضاء تعمل في وكالة الفضاء الأمريكية (ناسا)، حاصلة على درجة البكالوريوس في الهندسة الكهربائية والفيزياء، ودرجة الماجستير في الهندسة الكهربائية من جامعة ولاية كارولينا الشمالية. أجرت عدة دراسات متقدمة أثناء عملها في مركزغودارد لرحلات الفضاء.
قبل أن تصبح رائدة فضاء، عملت كريستينا مع الإدارة الوطنية للمحيطات والغلاف الجوي كرئيس لمحطة ساموا الأمريكية.وفي 14 مارس 2019، انطلقت إلى المحطة الفضائية الدولية كمهندسة طيران في الرحلة الاستكشافية رقم 59 و 60 و 61. وفي 18 أكتوبر 2019، قامت بمهمة للسير في الفضاء والخروج من المحطة مع زميلتها جيسيكا مائير ليكونا بذلك أول إمرأتين يشاركن في السير في الفضاء.

## طفولتها وتعليمها
ولدت كريستينا في غراند رابيدز  في ميشيغان ونشأت في جاكسونفيل بولاية نورث كارولينا، والدتها هي باربرا جونسن من فريدريك بولاية ماريلاند ووالدها هو الدكتور رونالد هاموك من جاكسونفيل بولاية نورث كارولينا. كان حلم كريستينا في الطفولة هو أن تصبح رائد فضاء.
تخرجت كريستينا من كلية نورث كارولاينا للعلوم والرياضيات في دورهام عام 1997، ثم التحقت بجامعة ولاية كارولينا الشمالية في مدينة رالي، وحصلت منها سنة 2001على شهادتي بكالوريوس واحدة في العلوم والأخرى في الهندسة الكهربائية والفيزياء. وفي عام 2002 حصلت على شهادة الماجستير في الهندسة الكهربائية. وفي عام 2001، أصبحت خريجة برنامج أكاديمية ناسا في مركز غودارد لرحلات الفضاء (GFSC).

## البحوث والتدريب
عملت كريستينا في تطوير أدوات علوم الفضاء ومجالات هندسة الحقول العلمية عن بعد. خلال فترة عملها كمهندس كهربائي في مختبر مركزغودارد لرحلات الفضاء للفيزياء الفلكية عالية الطاقة التابع لناسا، ساهمت في تطوير الأدوات العلمية المستخدمة في العديد من مهام ناسا التي تدرس الفيزياء الفلكية وعلم الكونيات. خلال هذا الوقت عملت أيضًا كمساعد كلية في كلية مونتغمري في ولاية ماريلاند وقادت دورة مختبر الفيزياء.
عملت كريستينا باحثًا مشاركًا في برنامج الولايات المتحدة لأنتاركتيكا من سنة 2004 إلى 2007، حيث قضت ثلاث سنوات ونصف في السفر إلى منطقتي القطب الشمالي والقطب الجنوبي. وأكملت موسم الشتاء في محطة أمندسن سكوت في القطب الجنوبي حيث عانت من درجات حرارة 111 درجة تحت الصفر.
أكملت كريستينا موسم إضافي من العمل في محطة بالمر (وهي محطة أبحاث تقع في القطب الجنوبي). وأثناء وجودها في القارة القطبية الجنوبية، عملت كعضو في فرق إطفاء الحرائق وفرق البحث والإنقاذ في المحيط الجليدي. لقد وصفت كريستينا عملها في القطب الجنوبي بأنها يمثل تحديًا عقليًا وجسديًا، تقول كريستينا:"العمل في القطب الجنوبي يعني الذهاب لأشهر دون رؤية الشمس مع نفس الطاقم، بدون وسائل إتصال أو الطعام الطازج. في هذا المكان توجد العزلة وغياب الأسرة والأصدقاء وتضعف الحواس، كل هذه أمور يجب عليك إيجاد إستراتيجية للتأقلم معها ".
ومن عام 2007 إلى عام 2009، عملت كريستينا كمهندس كهرباء في قسم الفضاء في مختبر الفيزياء التطبيقية بجامعة جونز هوبكنز، حيث ركزت على تطوير أدوات علوم الفضاء وساهمت في تطوير أدوات دراسة جزيئات الإشعاع لمهام ناسا، بما في ذلك مجسات جونو وفان ألين. وفي العام التالي أكملت كريستينا جولات في محطة بالمر في القارة القطبية الجنوبية وأمضت مواسم شتوية متعددة في محطة سوميت في جرينلاند. وفي عام 2012، عملت في الإدارة الوطنية للمحيطات والغلاف الجوي (NOAA) بصفتين: الأولى كمهندسة ميدانية في مرصد فلكي يقع في مدينة بارو في ألاسكا، ثم رئيس محطة مرصد ساموا الأمريكية 

## العودة إلى الأرض
بتاريخ 6 فبراير 2020 عادت كريستينا كوش إلى الأرض مع زميليها الإيطالي لوكا بارميتانو [الإنجليزية] ورائد الفضاء الروسي أليكساندر سكفورتوف بعد أن أمضت ما يقارب 328 يوم في محطة الفضاء الدولية وبذلك تكون قد حققت رقما قياسيا جديدا لأطول مكوث لإمرأة في الفضاء متجاوزة الرقم السابق المسجل باسم زميلتها بيجي ويتسون والبالغ 289 يوم. وخلال مهمتها، أنجزت كريستينا 5248 دورة حول كوكب الأرض وسافرت 223 مليون كيلومتر- أي ما يعادل 291 رحلة ذهاباً وإياباً إلى القمر من الأرض. وهبطت مركبة سويوز التي كانت تقل رواد الفضاء الثلاثة في سهول كازاخستان الساعة 9:12 بتوقيت غرينيتش.